# Partizanski zločini v Čemernici
Partizanski zločini v Čemernici zaznamujejo poboj civilistov in vojnih ujetnikov med drugo svetovno vojno in po njej. Zaradi števila žrtev in načina ubijanja zapornikov se jama Čemernica imenuje "hrvaška Huda Jama". 
Število žrtev je ocenjenih med 4000 in 15.000, priče streljanja, vključno s partizanom Ivanom Dragičevičem, pa so pričale, da nobenemu od ujetih ni uspelo pobegniti ali preživeti pokola. Potrdili so tudi, da so bile ubite žrtve večinoma ujeti domobranci, ustaši, vojaki nemškega Wehrmachta in nedolžni hrvaški civilisti. Bližnji potok Marekovac je tekel proti strugi Kupe do poznih jesenskih in zimskih mesecev 1945 z rdečo barvo vodo zaradi krvi žrtev.
Leta 1978 so francoski geologi v bližini Topuskega z bagerjem našli veliko število okostnjakov. Kosti so bile odpeljane neznano kam pod močnim nadzorom jugoslovanske milice. Posebno hud zločin se je zgodil v bližini Slavskega Polja v gozdu Biljeg, kjer so partizani zazidali na tisoče ujetnikov na obeh straneh ozkotirnega železniškega predora, kot v rudniku Barbara rov v Hudi Jami pri slovenskem mestu Laško. 